# 薛夢雷
薛夢雷（1546年—1611年），字汝奮，號鳴宇，福建福州府福清縣人，侯官縣民籍，明朝政治人物。

## 生平
隆慶四年（1570年）中庚午科順天府鄉試第三十一名舉人，隆慶五年（1571年）聯登辛未科會試第九十三名，三甲第三名進士。吏部觀政，初任浙江江山县知县，政绩卓著，被尊为明代“江山县三贤”之一。萬曆五年（1577年）閏八月擢官湖廣道監察御史，七年六月巡按四川，八年正月出为广东按察司佥事，分守雷廉，十二年轉布政司參議，十三年十一月升本省副使，丁憂歸。十七年四月復除浙江副使、整饬南直隶通泰海防兵备，兼理水利，二十一年调浙江副使，二十四年六月加升参政，与金严道唐守谦互调，二十六年十月升雲南按察使，三十年闰二月升右布政使，三十四年五月轉左布政，三十六年五月升右副都御史、巡抚云南，因予印事波及，八月令回籍听勘。后定居福州南台岛城门谢坑村，為村中的薛姓始祖。萬曆三十九年辛亥卒，享年六十六。

## 家族
曾祖薛崇德；祖父薛慶雲，雲南右布政使；父薛一才，聽選官。母林氏。

## 遗迹
薛梦雷神道碑，福州市仓山区区级文物保护单位，位于城门镇谢坑村。